# رقصانه (آلبوم)
آلبوم رقصانه به آهنگسازی حسین پرنیا و آواز شهرام ناظری در ۱۴ دی ماه سال ۱۳۹۴ از سوی انتشارات سروش به بازار موسیقی عرضه شد.
این آلبوم مجموعه‌ای از آثار از تصنیف تا چهارمضراب و آواز است که در فضای موسیقی سنتی ایرانی ساخته و به مناسبت تولد مولانا و روی اشعار این شاعر نامی منتشر شده‌است.
در این مجموعه نگرشی روایتی بر اشعار مولانا همراه با فضایی رقص و سماع گونه چه بر قطعات آوازی و چه بر تصانیف حاکم است. همچنین فضای دستگاهی «رقصانه» فضایی مرکب است که از همایون آغاز می‌شود و سیری روایتی در دیگر دستگاه‌ها همچون چهارگاه، بیات اصفهان و… پیش می‌گیرد.
حسین پرنیا که آهنگسازی این اثر را بر عهده داشته‌است، دربارهٔ چگونگی شکل‌گیری آلبوم رقصانه در مصاحبه با وبسایت خانه موسیقی گفت: «از سال‌ها پیش آقای ناظری را می‌شناختم و با هم همکاری داشتیم، اما زمانی این رابطه و همکاری جدی تر شد که من کاری را برای بزرگداشت حضرت مولانا نوشته بودم.»
پرنیا افزود: «خیلی دوست داشتم خواندن تصانیف و آواز این کار با آقای ناظری باشد. چون به نظر من هنر جناب ناظری با کلام مولانا عجین شده و در هنر ایشان یکی شدن با فضای اشعار حضرت مولانا را به وضوح می‌توان دید. صدای ایشان در خواندن تصانیف و اجرای آوازها بقدری برایم دل چسب بود که در همان روزهای آغازین همکاری به یک همفکری و همدلی مشترکی دست یافتیم.»
وی همچنین در خصوص انتخاب اشعار آلبوم رقصانه گفت: «انتخاب اشعار تصانیف در این آلبوم بر عهده من و انتخاب اشعار آوازها بر عهده استاد ناظری بود. در این مجموعه سه تصنیف گنجانده شده که دارای مضامین و لحنی سماعی هستند. در واقع در این اثر سعی شده موسیقی در خدمت کلام باشد.»

## فصل‌های آلبوم[۳]
1. رقص بر پردهٔ گران کردن
2. ما گوش شماییم شما تن زده تا کی
3. رقص از خیال تو آموزم
4. مست و دیوانه
5. ای جان تو جانم را از خویش خبر کرده
6. غزل عاشق و کف زنان